# Essendon
Essendon – wieś w Anglii, w hrabstwie Hertfordshire, w dystrykcie Welwyn Hatfield. Leży 7 km na południowy zachód od miasta Hertford i 29 km na północ od centrum Londynu.